# 地上資源
地上資源（ちじょうしげん）とは、地下に存在する地下資源に対し、地上に存在する資源である。使用済の地下資源(いわゆる都市鉱山など)と、再生産可能な生物由来の有機性資源(バイオマス)が含まれる。
近代の経済活動は、地下資源によって支えられてきた。石油などの化石燃料、鉄やアルミニウムなどの鉱物資源、ハイテク機器に欠かせないレアメタル、原子力発電に必要なウラニウムなどの地下資源は、いずれも早晩、枯渇する運命にある。また地球環境に対する負荷も懸念されている。特に石油やレアメタルなどの地下資源の分布は、特定の国や地域に偏っていることが多いため、往々にして国際的な摩擦の原因にもなる。
これに対して近年、提唱されているのが地上資源という概念である。携帯電話やパソコンなど電気製品の部品の原材料として地上に存在するレアメタルや、バイオ燃料の原材料になりうる樹木や農作物など、地上に存在し、かつリサイクルや再生産が可能な資源を総称して、地上資源と呼ぶ。地上資源を有効活用することで、地球環境に対する負荷を減らし、資源枯渇を回避し、地下資源の偏在という矛盾を軽減できるという期待が、近年高まってきている。

## 日本の地上資源
日本は資源小国だとよく言われるが、携帯やパソコン、家電など、レアメタルを使用した電気機械製品が豊富に存在している。また日本の森林面積比率は国土の約7割に及ぶ。そのため、日本は潜在的な地上資源大国であるという見方もできる。
独立行政法人物質・材料研究機構が2008年1月11日に発表した数字によると、都市鉱山、すなわちこれまで日本国内に蓄積されリサイクルの対象となる金属の量は、世界有数の資源国に匹敵する規模になっている。日本に地上資源として存在する金は世界の現有埋蔵量の約16%、銀は22%におよぶ。他にも日本にはインジウム61%、錫11%、タンタル10%と世界埋蔵量の一割を超える金属が地上資源として存在すると試算されている。

## 地上資源を扱ったフィクション
- 『太陽の黙示録』 - 近未来のSF漫画。往年の日本が残した厖大な地上資源(大地震のため海中に水没)を復興の切り札とする、というアイディアを葛城亮(主人公の参謀役)が出す。